# Old Flames
Old Flames è un album in studio del sassofonista jazz statunitense Sonny Rollins, pubblicato nel 1993.

## Tracce
1. Darn That Dream (Eddie DeLange, Jimmy Van Heusen) – 6:56
2. Where or When (Lorenz Hart, Richard Rodgers) – 8:09
3. My Old Flame (Sam Coslow, Arthur Johnston) – 7:15
4. Times Slimes (Sonny Rollins) – 6:58
5. I See Your Face Before Me (Howard Dietz, Arthur Schwartz) – 9:41
6. Delia (Franz Lehár) – 9:48
7. Prelude to a Kiss (Duke Ellington, Irving Gordon, Irving Mills) – 7:18

## Formazione
- Sonny Rollins – sassofono tenore
- Clifton Anderson – trombone
- Tommy Flanagan – piano
- Bob Cranshaw – basso elettrico
- Jack DeJohnette – batteria
- Jon Faddis, Byron Stripling – flicorno (tracce 1, 7)
- Alex Brofsky – corno francese (1, 7)
- Bob Stewart – tuba (1, 7)